# Andrej Šimunec
Andrej Šimunec (Osijek, 2 marzo 1995) è un ex calciatore croato, di ruolo difensore.

## Caratteristiche tecniche
È un difensore centrale.

## Carriera
Cresciuto nel settore giovanile dell'Osijek, ha esordito in prima squadra il 6 aprile 2013 disputando l'incontro della 1.HNL perso 1-0 contro il Rijeka.

## Statistiche
Statistiche aggiornate al 18 agosto 2019.

### Presenze e reti nei club
| Stagione        | Squadra         | Campionato      | Campionato | Campionato | Coppe nazionali | Coppe nazionali | Coppe nazionali | Coppe continentali | Coppe continentali | Coppe continentali | Altre coppe | Altre coppe | Altre coppe | Totale | Totale | Totale |
| Stagione        | Squadra         | Comp            | Pres       | Reti       | Comp            | Pres            | Reti            | Comp               | Pres               | Reti               | Comp        | Pres        | Reti        | Pres   | Reti   |        |
| --------------- | --------------- | --------------- | ---------- | ---------- | --------------- | --------------- | --------------- | ------------------ | ------------------ | ------------------ | ----------- | ----------- | ----------- | ------ | ------ | ------ |
| 2012-2013       | Osijek          | 1.HNL           | 1          | 0          | CC              | 0               | 0               |                    | -                  | -                  |             | -           | -           | 1      | 0      |        |
| 2013-2014       | Osijek          | 1.HNL           | 8          | 0          | CC              | 1               | 0               |                    | -                  | -                  |             | -           | -           | 9      | 0      |        |
| 2014-2015       | Osijek          | 1.HNL           | 0          | 0          | CC              | 0               | 0               |                    | -                  | -                  |             | -           | -           | 0      | 0      |        |
| 2015-2016       | Osijek          | 1.HNL           | 0          | 0          | CC              | 0               | 0               |                    | -                  | -                  |             | -           | -           | 0      | 0      |        |
| 2016-2017       | Osijek          | 1.HNL           | 4          | 0          | CC              | 0               | 0               |                    | -                  | -                  |             | -           | -           | 4      | 0      |        |
| 2017-2018       | Osijek          | 1.HNL           | 11         | 1          | CC              | 2               | 0               | UEL                | 1                  | 0                  |             | -           | -           | 14     | 1      |        |
| 2018-2019       | Inter Zaprešić  | 1.HNL           | 25         | 2          | CC              | 2               | 0               |                    | -                  | -                  |             | -           | -           | 27     | 2      |        |
| lug. 2019       | Osijek          | 1.HNL           | 1          | 0          | CC              | -               | -               | UEL                | -                  | -                  |             | -           | -           | 1      | 0      |        |
| Totale Osijek   | Totale Osijek   | Totale Osijek   | 25         | 1          |                 | 3               | 0               |                    | 1                  | 0                  |             | -           | -           | 29     | 1      |        |
| 2019-2020       | Desp. Aves      | PL              | 0          | 0          | CP+CdL          | 0               | 0               |                    | -                  | -                  |             | -           | -           | 0      | 0      |        |
| Totale carriera | Totale carriera | Totale carriera | 50         | 3          |                 | 5               | 0               |                    | 1                  | 0                  |             | -           | -           | 56     | 3      |        |